# Sunreef Yachts
Sunreef Yachts – stocznia jachtowa zajmująca się produkcją katamaranów, z siedzibą w Gdańsku. W Polsce posiada zakłady produkcyjne na terenie Stoczni Gdańskiej i w dzielnicy Rudniki w Gdańsku. Od 2024 roku, spółka posiada zakład w Zjednoczonych Emiratach Arabskich, który zajmuje się produkcją jednostek od 44 do 88 stóp.

## Zbudowane konstrukcje
Przykładowe zrealizowane projekty:

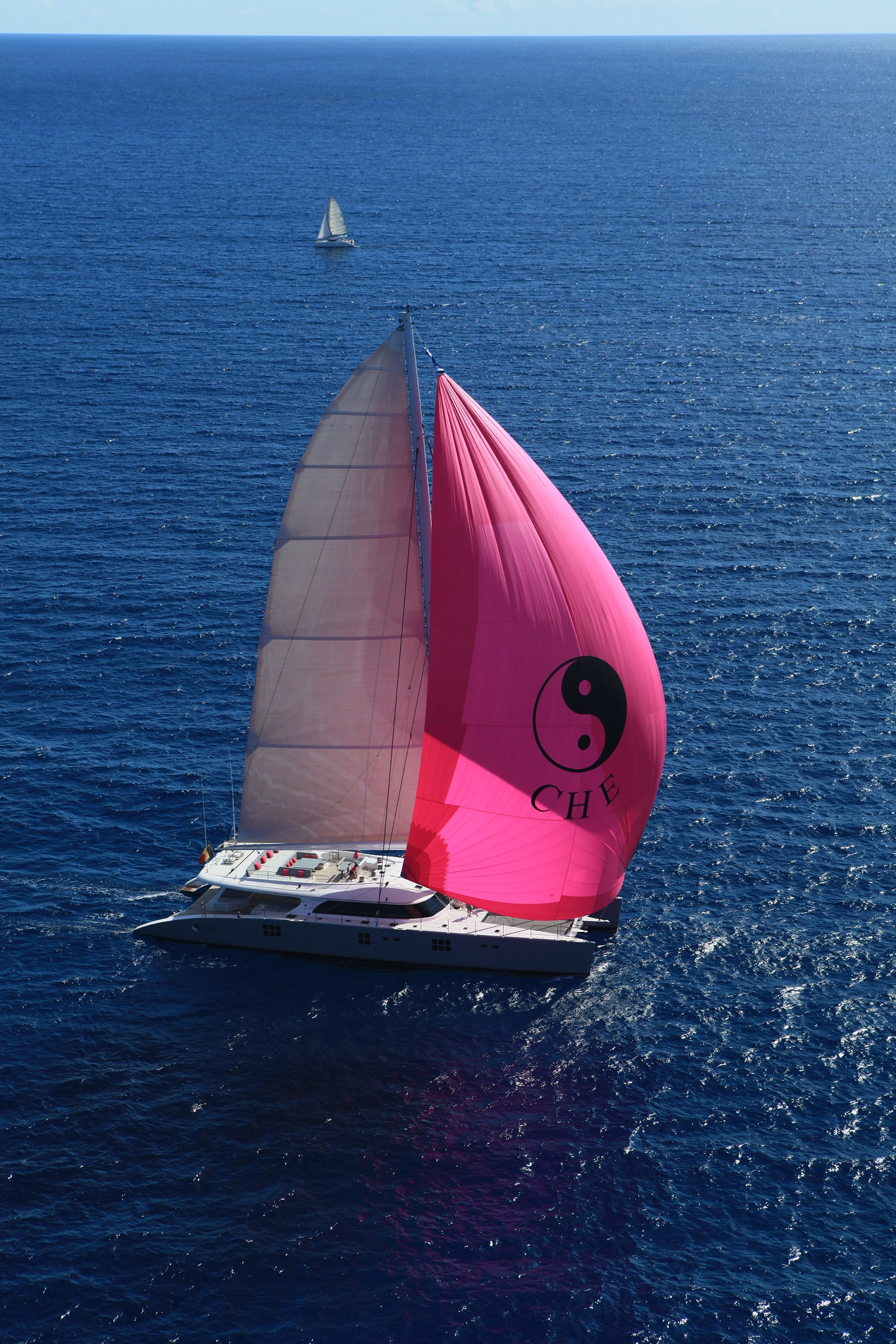
Jacht Sunreef 114 CHE na wodzie

- Sunreef 114 CHE – 34 metrowy katamaran, zwodowany w 2010 roku[7]

- 80 Sunreef Power – seria katamaranów 24 metrowych, jeden z egzemplarzy został zamówiony przez Rafaela Nadala[8].

## Zarządzanie
Na 2024 rok, stocznia zatrudnia ok. 2,5 tys. pracowników.
Sunreef Yachts wchodzi w skład spółki Sunreef Venture S.A. Założycielem i dyrektorem zarządu spółki Sunreef Venture jest Francis Lapp.
Przychody spółki:
| Rok  | Przychód      | Wynik netto  |
| ---- | ------------- | ------------ |
| 2022 | 699,76 mln zł | 8,3 mln zł   |
| 2023 | 842,99 mln zł | 12,57 mln zł |